# Wolfgang Hoffmann (Politiker)

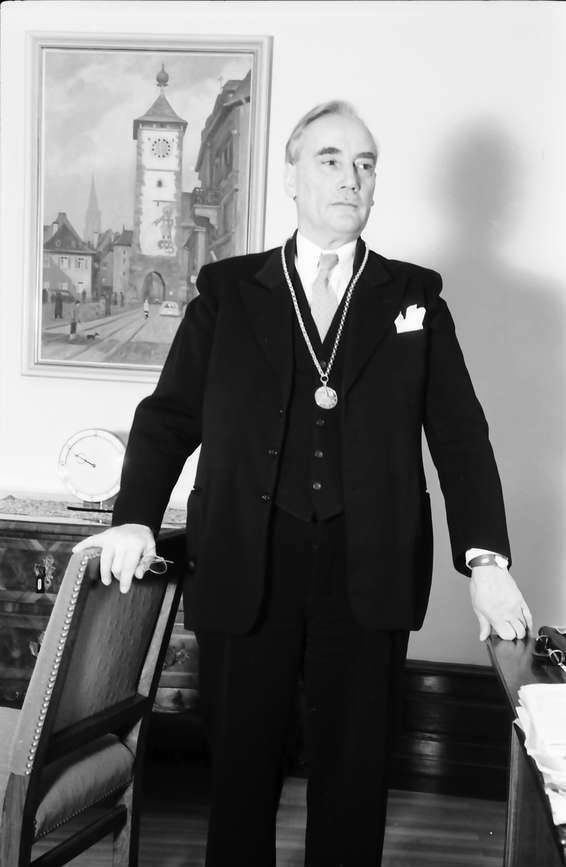
Wolfgang Hoffmann

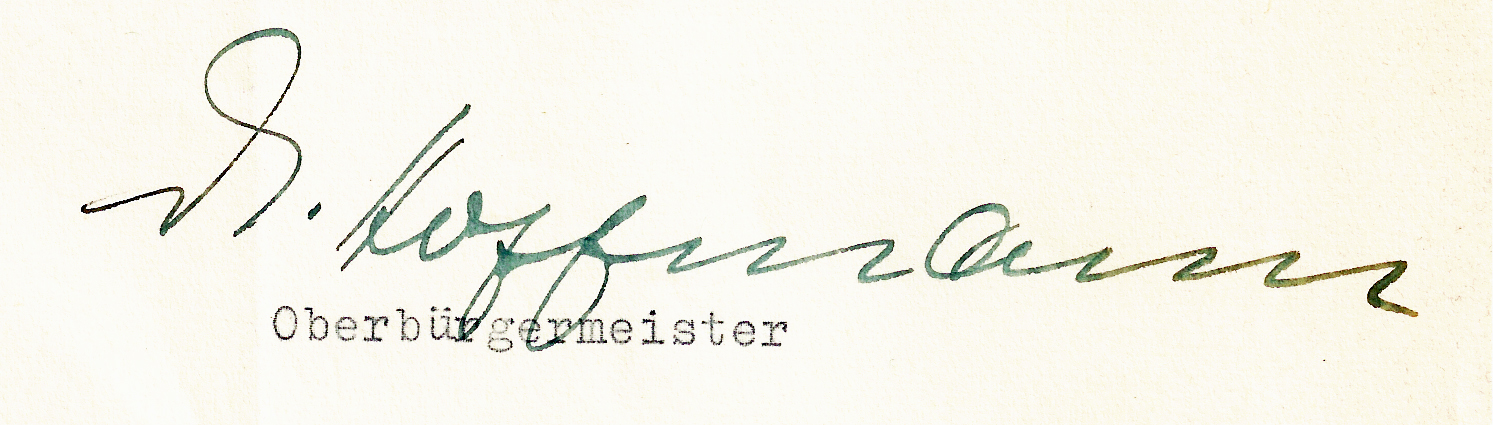
Wolfgang Hoffmann. Signatur 1951

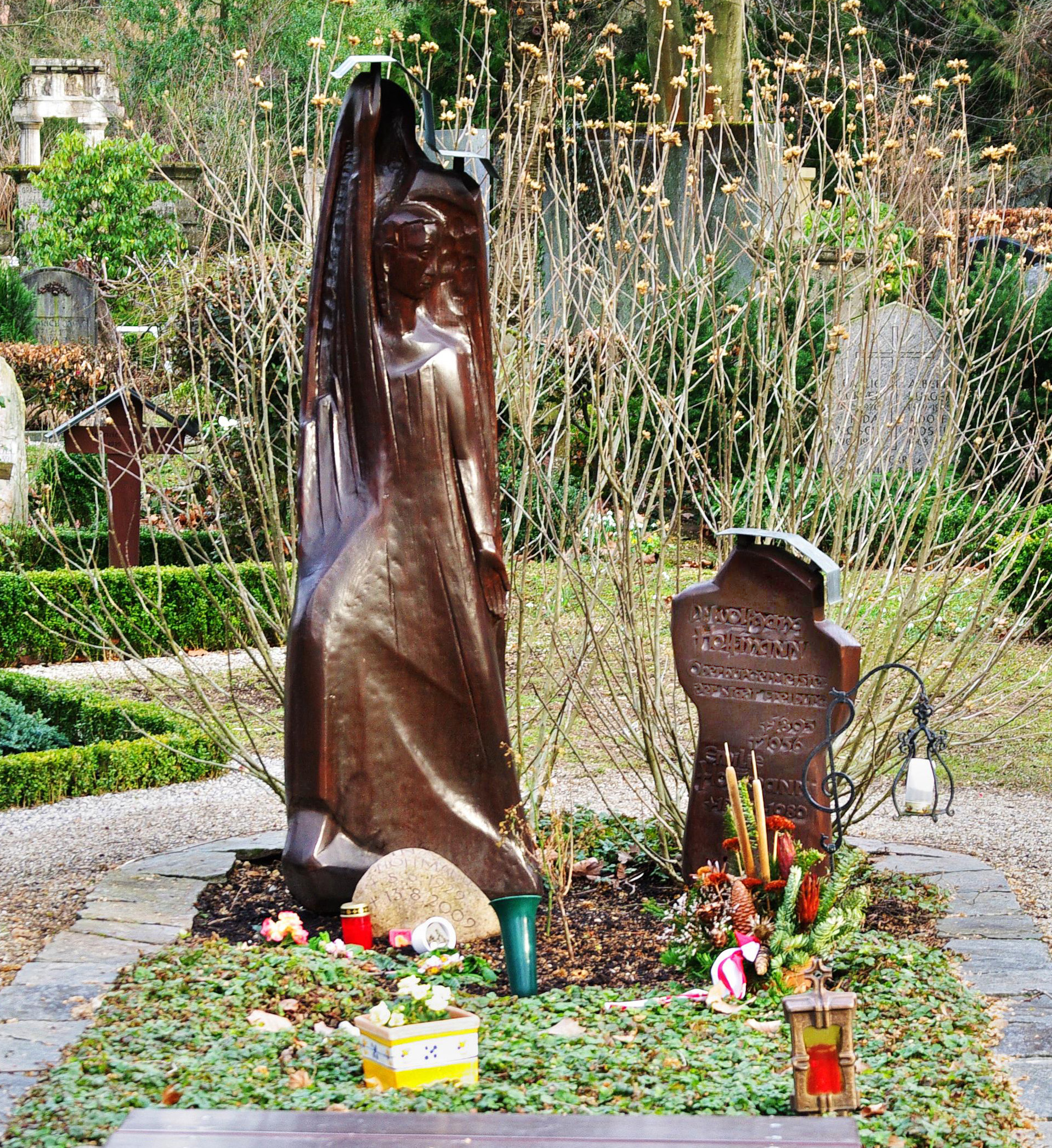
Grab auf dem Freiburger Hauptfriedhof

Wolfgang Hoffmann (* 4. April 1893 in Straßburg; † 25. März 1956 in Freiburg im Breisgau) war ein deutscher Jurist, Oberbürgermeister von Freiburg im Breisgau und Amateurpianist.

## Jugend und Studium
Der Sohn eines Chefredakteurs verbrachte einen Teil seiner Schulzeit in Freiburg im Breisgau. Am dortigen Berthold-Gymnasium machte er sein Abitur und studierte ab 1912 in Freiburg und Straßburg Jura. 1914 wurde er Soldat und geriet schon im ersten Kriegsjahr in Gefangenschaft, aus der er 1918 heimkehrte. Hoffmann setzte anschließend sein Studium fort. Nach dem Staatsexamen 1919 heiratete er Emilie Stöckle. Da der junge Familienvater – 1923 war der erste Sohn geboren worden – noch keine feste Anstellung hatte, war im Hause Hoffmann das Geld sicher knapp. Hinzu kamen die wirtschaftlich schwierigen Verhältnisse der Nachkriegszeit.
So nutzte Hoffmann sein Talent als Pianist. Im Sommer 1919 machte er seine gut honorierten Einspielungen für Klavierrollen der aktuellen Schlager bei dem bekannten Freiburger Hersteller von Reproduktionsklavieren M. Welte & Söhne. Da ihn diese Aufnahmen als routinierten Unterhaltungspianisten ausweisen, ist es durchaus möglich, dass er dieses Talent auch weiter genutzt hat und die Zeit bis zur Promotion und einer festen Anstellung als Klavierspieler in Kneipen und Kinos überbrückt hat.

## Berufsleben und Nationalsozialismus
1920 wurde er mit einer Arbeit über den Jugendstrafvollzug in Baden promoviert. Bald danach trat er in den Staatsdienst ein und wurde schließlich im Jahre 1924 Regierungsrat beim Badischen Bezirksamt und anschließend bei der Polizeidirektion in Freiburg.
Neben seiner beruflichen Karriere widmete sich Hoffmann der Politik. 1925 wurde er als Mitglied der Zentrumspartei in den badischen Landtag gewählt. Seit 1929 war er Mitglied der K.D.St.V. Wildenstein Freiburg im Breisgau. Als erklärter Kritiker des aufkeimenden Nationalsozialismus geriet er nach der Machtergreifung 1933 in Schwierigkeiten: Verlust des Landtags-Mandates, Strafversetzung als Beamter, Zwangsbeurlaubung und 1937 endlich die Zwangspensionierung „aus Krankheitsgründen“ waren die Folgen. Hoffmann fand eine Betätigung in der freien Wirtschaft und war u. a. seit 1939 Betriebssyndikus der Firma Hellige in Freiburg. Nach dem Hitler-Attentat vom 20. Juli 1944 wurde er verhaftet und in Lörrach interniert.

## Wiederaufbau
Nach dem Zusammenbruch des Dritten Reiches gehörte Hoffmann zu den ersten, die sich im demokratischen Aufbau engagierten. Er zählte zu den Mitbegründern der Badischen-Christlich-Sozialen-Volkspartei (BCSV), aus der später die CDU Baden hervorging, und war mit dem Sozialdemokraten Carlo Schmid und dem evangelischen Pfarrer und Kommunisten Erwin Eckert Präsidiumsmitglied des antifaschistischen Bündnisses „Das Neue Deutschland“, das sich für den demokratischen Aufbau in der französischen Besatzungszone einsetzte.
In Freiburg gehörte Hoffmann seit 1945 dem Gemeinderats-Komitee an, das den kommissarischen Oberbürgermeister Max Keller bei der Verwaltung der Stadt unterstützen sollte. Im Sommer wurde ihm der Oberbürgermeisterposten in Konstanz, im Herbst der von Freiburg angeboten. Hoffmann entschied sich für Freiburg und wurde vom Badischen Ministerium des Inneren am 8. November zum Oberbürgermeister ernannt. Der im folgenden Jahr gewählte Gemeinderat bestätigte Hoffmann in seinem Amt.

## Oberbürgermeister
Hoffmann und seine Stadtverwaltung sahen sich gewaltigen Aufgaben ausgesetzt, dramatisch waren der Mangel an Wohnraum und die Unterversorgung mit Lebensmitteln. Über 11.000 Wohnungen waren durch die Operation Tigerfish völlig zerstört, die städtische Infrastruktur lag in Trümmern.

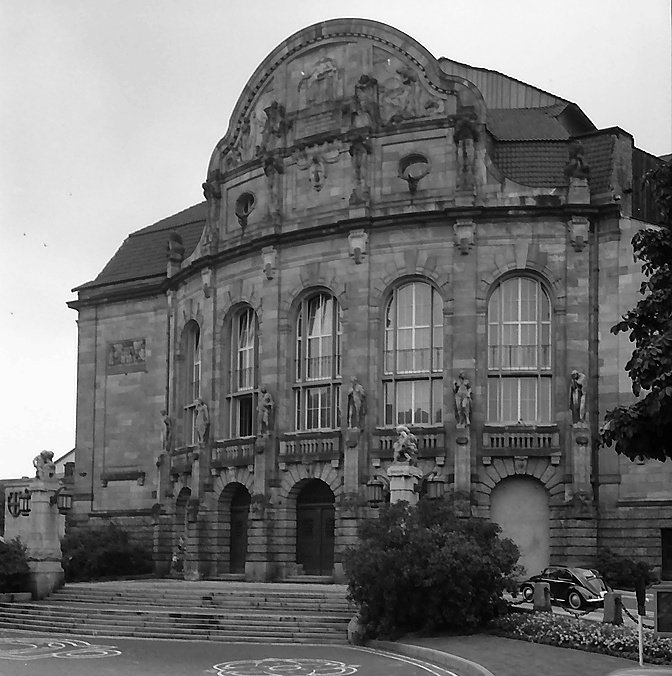
Wieder aufgebautes Theater 1960

Schon Ende 1945 ließ sich feststellen, dass sich trotz der materiellen Not in Freiburg ein reges Konzertleben entwickelt hatte. Hoffmann machte sich neben den wirtschafts- und sozialpolitischen Aufgaben auch den Wiederaufbau des Kulturlebens zum Ziel. So war er Mitbegründer der Freiburger Musikhochschule, der späteren Staatlichen Hochschule für Musik, für die er das zuvor vom Augustinermuseum genutzte Wentzingerhaus zur Verfügung stellte. Für immer verbunden bleibt Hoffmanns Name jedoch mit dem Wiederaufbau des Stadttheaters. Schon im Juni 1946 hatte er den Architekten Wilhelm Mersch und Mitarbeiter der Stadtverwaltung mit der Aufgabe betraut, einen Wiederaufbau des Theaters in den Ruinen des 1944 zerstörten Bauwerks zu planen. Ende 1948 begann die Enttrümmerung und schon am 30. Dezember 1949, nur fünf Jahre nach der Zerstörung, konnte der Spielbetrieb wieder aufgenommen werden. Hoffmann hatte nicht nur erfolgreich zu Spenden aufgerufen, sondern war seit 1949 immer wieder selbst als Pianist aufgetreten, nun vorwiegend mit Musik der Wiener Klassik und der Romantik.
Die Wiederaufbaukonzerte mit dem Städtischen Philharmonischen Orchester und dem Oberbürgermeister als Solist wurden zur langjährig geübten Tradition und spielten insgesamt 120.000.-- D-Mark ein, allein das Konzert vom 16. November 1953 hatte einen Reinerlös von DM 18.000.-- erbracht, womit unter anderem auch ein neuer Steinway-Flügel für das Theater beschafft werden konnte.
Wolfgang Hoffmanns Tod am 25. März 1956 kam für die Bürgerschaft und seine Familie völlig überraschend. 4000 Bürger gaben dem beliebten Stadtoberhaupt das letzte Geleit.

## Auszeichnungen

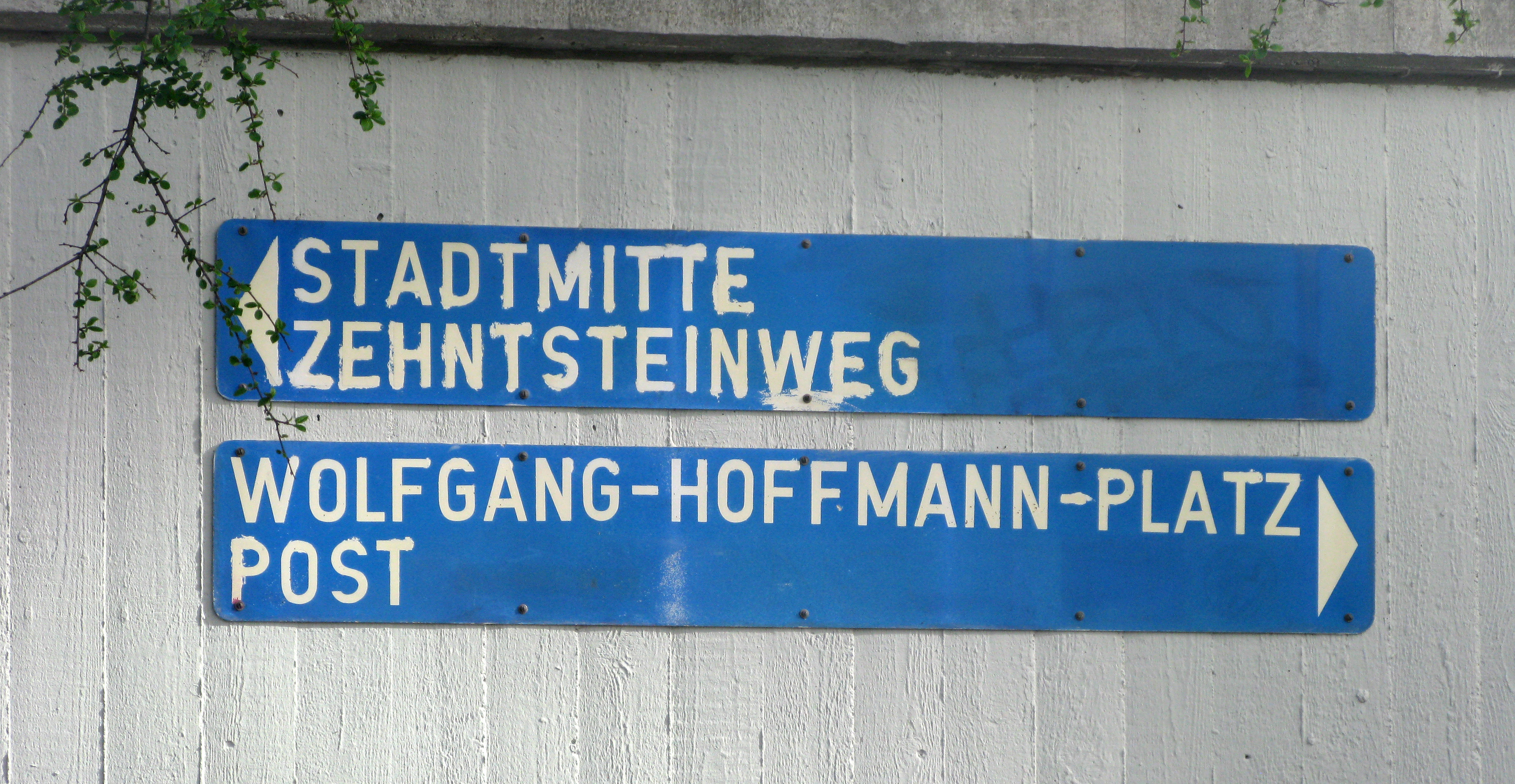
Wolfgang-Hoffman-Platz in Freiburg-Betzenhausen

- 1952: Großes Bundesverdienstkreuz

## Ehrungen
Hoffmann zu Ehren ist ein Foyer im Stadttheater benannt sowie der Platz vor der früheren Oberpostdirektion in Betzenhausen.